# Villa Éléonore-Louise
La villa, ou château, Éléonore-Louise est la première villa de villégiature de Cannes, construite en 1836 par Lord Henry Brougham en mémoire de sa fille Éléonore-Louise. Elle est aujourd'hui lotie en copropriété.

## Historique
En voyage pour l'Italie en décembre 1834, Lord Henry Peter Brougham, homme politique, orateur et écrivain britannique et sa fille Éléonore-Louise sont refoulés à la frontière en raison d’une épidémie de choléra. Ils sont donc contraints de rebrousser chemin et font halte dans la ville de Cannes où ils ont passé la nuit précédente. C’est le début de l’aventure cannoise pour le Lord chancelier anglais qui achète une parcelle de terrain à l’ouest du Suquet et y fait construire la villa Éléonore-Louise en 1835 qu'il nomma, avec l'autorisation de son ami le roi Louis-Philippe, château Éléonore-Louise, en mémoire de sa fille décédée avant la pose de la première pierre du château le 10 août 1835.

## Architecture
Il s'agit d'une superbe résidence « d’où l’on avait des échappées grandioses sur la mer et la montagne », comme le notait l’historien Jules Bertaut.

## Parc
Un parc complanté d'essences rares et tropicales existe toujours. La « villa Éléonore-Louise », était située au milieu d'un grand parc de style paysager, sur la route de Fréjus, l'ancienne via Aurelia, la seule qui reliait Rome à la Gaule : on voit encore des traces de cette voie sur plusieurs points de la côte. Le chef-jardinier de Lord Brougham est Gilbert Nabonnand, qui devient un rosiériste réputé de la Côte d'Azur. Ce dernier développe sa propre pépinière, l'établissement Sainte-Anne à Antibes.

## Inscription à l'inventaire du patrimoine
Première résidence de villégiature de Cannes, la villa, désormais lotie en copropriété, est une propriété privée située 24 1e maison avenue du Docteur Picaud à Cannes. Elle est inscrite depuis 2001 à l'inventaire général du patrimoine culturel de la région Provence-Alpes-Côte d'Azur au titre du recensement du patrimoine balnéaire de Cannes.